# Serie 1930 de CP
La Serie 1930 es un tipo de locomotora de tracción diesel-eléctrica, al servicio de la operadora Comboios de Portugal.

## Características

### Ficha técnica
- Partes Mecánicas (fabricante): Sorefame
- Año de Entrada en Servicio: 1981[1]
- Numeración UIC de la serie: 9 0 94 1 221931 a 1947
- Nº de Unidades Construidas: 17 (1931-1947)[1]
- Velocidad Máxima: 120 km/h[1]
- Largo (entre topes): 18,756 m
- Motores de Tracción (fabricante): S. A. C. M.
- Potencia (ruedas): 2260 cv
- Ancho de Via: 1668 mm
- Disposición de ejes: Co' Co'
- Transmisión (fabricante): Alstom - EFACEC
- Tipo de transmisión (fabricante): Eléctrica[1]
- Freno (fabricante): Knorr-Bremse
- Tipo da locomotora (constructor): AD 30 C
- Diámetro da ruedas (nuevas): 1100 mm
- Número de cabinas de conducción: 2
- Freno neumático: Aire - vacío "Dual"
- Areneros (número): 8
- Sistema de hombre muerto: Alsthom
- Comando en unidades múltiples: Hasta 4
- Lubrificadores de verdugos (fabricante): Vogel
- Registrador de velocidad (fabricante): Hasler
- Esfuerzo de tracción:
  - En el arranque: 39.600 kg
  - En reg. cont.: 25.600 kg
  - Velocidad correspondiente a régimen continuo: 23,2 km/h
  - Esfuerzo de tracción a velocidad máxima: 5260 kg
- Pesos (vacío) (T):
  - Motor diésel: 12,00
  - Generador principal: 3,80
  - Motor de tracción: 6 x 3,03
  - Bogies completos: 2 x 23,7
- Pesos (aprovisionamientos) (T):
  - Combustible: 4,882
  - Aceite del diésel: 0,500
  - Agua de refrigeración: 0,900
  - Arena: 0,768
  - Personal y herramientas: 0,200
  - Total: 7,250
- Pesos (tara) (T):
  - Peso en orden de marcha: 116,5
  - Peso máximo: 116,5
- Motor diesel de tracción:
  - Cantidad: 1
  - Tipo: AGO - V 12 DSHR
  - Número de tiempos: 4
  - Disposición y número de cilindros: 12 V
  - Diámetro y curso: 240 - 220 / 230 mm
  - Cilindrada total: 152,1 t
  - Sobrealimentación: Si
  - Potencia nominal (U. I. C. 623): 3300 cv
  - Velocidad nominal: 1350 rpm
  - Potencia de utilización: 3000 cv
- Transmisión de movimiento:
  - Tipo: 1 - Alternador AT 53; 6 motores TAO 659
  - Características esenciales: Suspensión en morro; ventilación forzada; relación de engranajes: 69:17
- Equipamiento de aporte eléctrico:
  - Constructor: No tiene
  - Características esenciales: Preparadas para arrastrar

## Lista de material y condiciones en que se encuentran

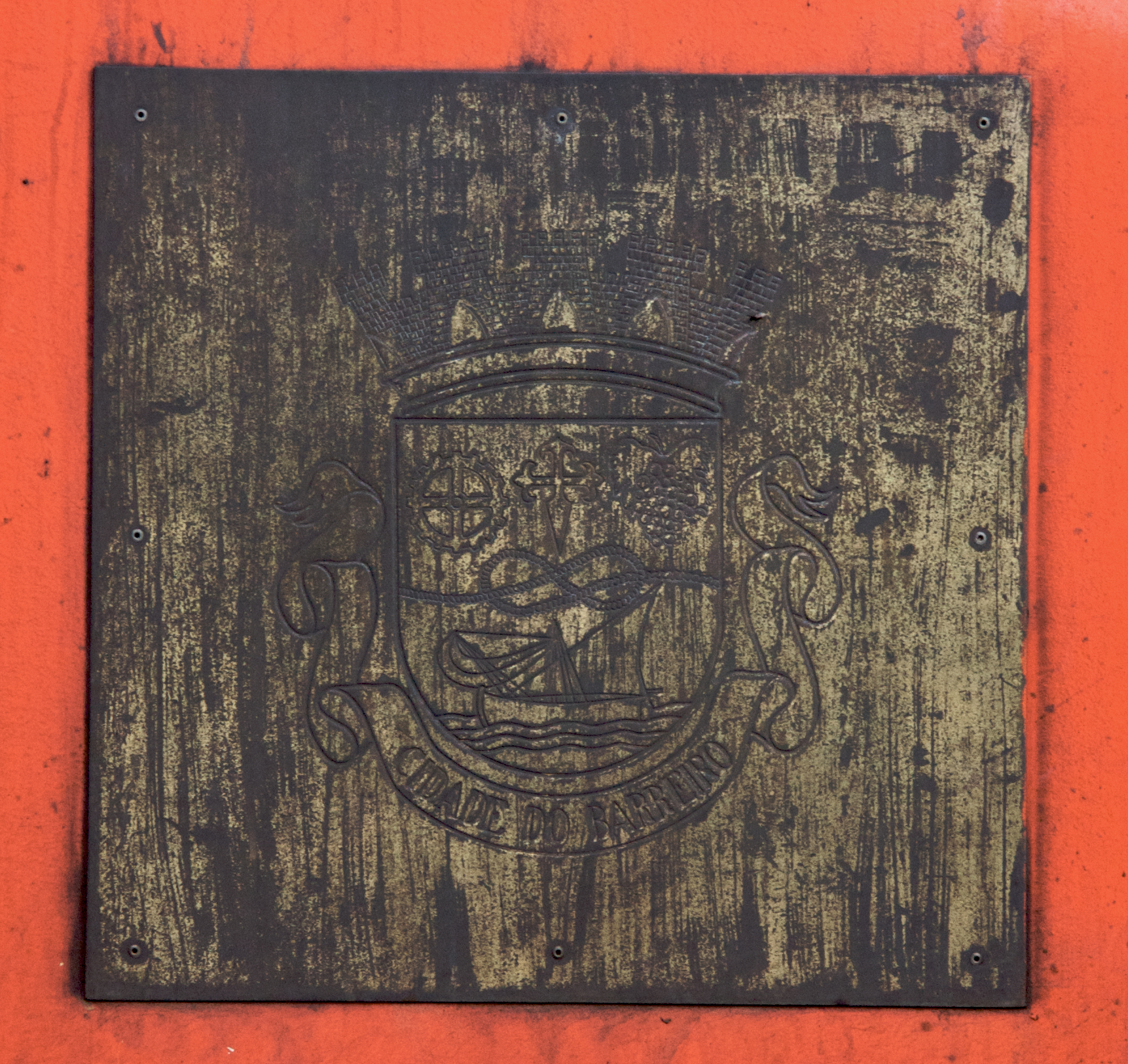
Placa conmemorativa en la locomotora número 1935, con el escudo de armas de la ciudad de Barreiro.

- 1931: vendida a la operadora ferroviaria argentina Ferrobaires
- 1932: pertenece a la Cp-larga Distancia
- 1933: vendida a la operadora ferroviaria argentina Ferrocentral
- 1934: vendida a la operadora ferroviaria argentina Ferrobaires
- 1935: pertenece a la Cp-larga Distancia (bautizada Ciudad de Barreiro)
- 1936: vendida a la operadora ferroviaria argentina Ferrocentral
- 1937: varada en el Grupo Oficinal de Barreiro, a la espera de reparación (eje damnificado)
- 1938: varada en el Grupo Oficinal de Barreiro, a la espera de reparación (incendio)
- 1939: varada en el Grupo Oficinal de Barreiro
- 1940: pertenece a la Cp-larga Distancia
- 1941: en reparaciones para embarcar hacia Argentina
- 1942: pertenece a la Cp-larga Distancia
- 1943: pertenece a la Cp-larga Distancia
- 1944: pertenece a la Cp-larga Distancia
- 1945: pertenece a la Cp-larga Distancia
- 1946: pertenece a la Cp-larga Distancia
- 1947: pertenece a la Cp-larga Distancia